# بيتورانيلو ديل موليز
بيتورانيلو ديل موليز هي بلدية في مقاطعة إزرنية في منطقة مليزة بجنوب إيطاليا، وتقع على بعد حوالي 30 كيلومتر (19 ميل) غرب كمبباسة وحوالي 6 كيلومتر (4 ميل) جنوب شرق إزرنية.
تقع بيتورانيلو ديل موليز على حدود البلديات التالية: Carpinone وCastelpetroso وCastelpizzuto وIsernia وLongano .

## ا لمراجع
1. ↑  "Superficie di Comuni Province e Regioni italiane al 9 ottobre 2011" (بالإيطالية). Istituto nazionale di statistica. Retrieved 2019-03-16.
2. ↑   https://demo.istat.it/?l=it. {{استشهاد ويب}}: |url= بحاجة لعنوان (مساعدة) والوسيط |title= غير موجود أو فارغ (من ويكي بيانات) (مساعدة)
3. ↑  GeoNames (بالإنجليزية), 2005, QID:Q830106

|